# Wie steelt mijn show?
Wie steelt mijn show? is een Nederlands televisieprogramma van de televisieomroep VARA dat uitgezonden werd door NPO 1. De presentatie van het programma was in handen van Paul de Leeuw. Het programma was één seizoen te zien, deze bestond uit tien afleveringen.

## Format
Het programma werd opgenomen in een groot theater met een live publiek, in de loop van het seizoen zijn er verschillende theaters te zien. In het programma staat presentator Paul de Leeuw op het podium en wordt hij muzikaal begeleidt door Miguel Wiels.
In het theater worden mensen uit het publiek uitgenodigd om het podium te betreden omdat ze een talent hebben of iets bijzonders kunnen waarmee ze de show willen stelen, hier leid ook de titel vanaf. Deze kandidaten krijgen van de presentator een tijd aangewezen waarin de kandidaat zijn of haar act mag laten zien. Het publiek mag vervolgens bepalen of diegene tijdens het uitvoeren van de act extra tijd erbij krijg of gelijk moet stoppen.
Aan het einde van elke aflevering wordt een winnaar gekozen door het publiek, de kandidaat die het meeste applaus van hen ontvangt wint de aflevering en een prijs dat in het teken staat met de locatie waar het opgenomen wordt.

## Afleveringenoverzicht
| Afl. | Uitzenddatum     | Locatie                           | Kijkcijfers |
| ---- | ---------------- | --------------------------------- | ----------- |
| 1    | 7 januari 2017   | Schouwburg Amphion in Doetinchem  | 1.294.000   |
| 2    | 14 januari 2017  | Schouwburg Amphion in Doetinchem  | 887.000     |
| 3    | 21 januari 2017  | De Nieuwe Kolk in Assen           | 850.000     |
| 4    | 28 januari 2017  | De Nieuwe Kolk in Assen           | 747.000     |
| 5    | 4 februari 2017  | Rijswijkse Schouwburg in Rijswijk | 734.000     |
| 6    | 11 februari 2017 | Rijswijkse Schouwburg in Rijswijk | 714.000     |
| 7    | 18 februari 2017 | Oude Luxor Theater in Rotterdam   | 744.000     |
| 8    | 25 februari 2017 | Oude Luxor Theater in Rotterdam   | 637.000     |
| 9    | 4 maart 2017     | De Lawei in Drachten              | 843.000     |
| 10   | 11 maart 2017    | De Lawei in Drachten              | 1.011.000   |

12 steden, 13 ongelukken · Alles draait om geld · Bergen Binnen · Büch's Boeken · Buitenhof ** · Bureau Kruislaan · Cabaret & Co · Comedytrain presenteert · Deadline · Dr. Ellen · Ernstige Delicten · Factor Giel · Gebak van Krul · GIEL · Herexamen · Hoe bestaat het · Hof van Joosten · Hollands Hoop · In goed gezelschap · Is dat eigenlijk wel zo? · Jules Unlimited · Kanniewaarzijn · Kassa · Kassa 3 · Kinderen geen bezwaar · Kinderen voor Kinderen · Kopspijkers · Kun je het al zien? · Het Lagerhuis · Langs de Leeuw · Langs Sint en De Leeuw · De leugen regeert · Lieve Paul · Lieve Paul & Sint · MaDiWoDoVrijdagshow · De Mega Mike & Mega Thomas Show · Mooi! Weer De Leeuw · Mooi! Weer de Sint · Nieuwslicht · NOVA * · Oppassen!!! · Overspel · Panache · PAU!L · PAU!L en Sint! · Pauls Kadoshow · Pauls Puber Kookshow · Pauw & Witteman · Per Seconde Wijzer · Sint & De Leeuw · Shouf Shouf! · The Sopranos · Stellenbosch ** · Studio Spaan · Thank God It's Friday · Twee voor twaalf · Unit 13 · De verrukkelijke 85 · Vroege Vogels TV · Vuurzee · Waltz ** · De Wereld Draait Door · De wereld van Boudewijn Büch · Wie steelt mijn show? · X De Leeuw · Zembla

*: In samenwerking met NPS en NOS     **: In samenwerking met AVROTROS en VPRO